# 天才ばかばんど
天才ばかばんど（てんさいばかばんど）は、2001年の秋に、大阪で芝田吾朗、佐藤敦、森千秋（Piapi）の「天球ぴんぽんず」が中心となり結成された表現者集団。
「ばんど」と名乗ってはいるが音楽というジャンルに固執せず、あくまで表現者集団であって一芸を持っていれば誰でも参加することができる。

## 解説
メンバーには芝田吾朗が「ごろしば1号」、佐藤敦が「シュガー2号」、森千秋が「ぴあぴ3号」など、番号が付いた愛称が付けられていた。
ジャンルなどといった煩わしいものを拭い去って「己の赴くままに表現する」という概念のもとに、「心置きなく楽しむこと」をモットーとして自由気ままに表現したいことを表現する人たちが自然と集まっていった。
てんばかフェスなどのフェスを開催したり、100曲入りで100円のCDという100円CDを販売するなどの活動が行われた。
誰でも参加できたため最終的には1,000名のメンバーを有して世界最大のロックバンドを自称したが、自然に活動は休止状態となった。
2022年9月23日に芝田吾朗と森千秋により両名が参加する音楽ユニット「Q Japan」のYouTube動画で、天才ばかばんどが活発に活動していた時代の思い出を語ると共に、新たに参加者を募って活動再開することが発表された。
2022年9月28日にFacebookに天才ばかばんどの公開グループが作成され、2022年10月1日にQ JapanのYouTube動画で今後の活動内容がより詳細に説明された。
なお、当面の目標は従来通り大阪城ホールでライブすることとしている。